# Химн на Сенегал
„Червеният лъв“ (познат и като „Всички дрънкайте по корите си, удряйте по балафоните“) е националния химн на Сенегал. Кора (вид арфа) и балафон (дървен ксилофон) са сенегалски музикални инструменти. Измислен е от първия президент на страната – Леополд Седар Сенгор през 1960 г., когато страната получава независимост.